# Требине (община Куршумлия)
 Тази статия е за село Требине.  За града в Сърбия вижте Требине.  
Требине (на сръбски: Требиње или Trebinje) е село в Сърбия, Топлишки окръг, община Куршумлия. Според Националната статистическа служба на Република Сърбия през 2011 г. селото има 49 жители.

## Демография
Броят на населението в годините 1948 – 2011 е както следва: